# Зигмунд Колосовский
«Зигмунд Колосовский» — советский приключенческий фильм, снятый на Киевской киностудии в 1945 году и вышедший на экраны 13 февраля 1946 года.

## Синопсис
Фильм повествует о борьбе польского участника сопротивления Зигмунда Колосовского против фашистов. Проявляя хладнокровие и изобретательность, постоянно меняя обличья, Колосовский спасает людей, совершает диверсии и скрывается от врагов в самых безвыходных ситуациях.

## В ролях
В фильме снимались:
| Актёр                | Роль                                                               |
| -------------------- | ------------------------------------------------------------------ |
| Борис Дмоховский     | Зигмунд Колосовский он же журналист Големба, Гросс, барон Федруччи |
| Владимир Освецимский | Людовик                                                            |
| Дмитрий Голубинский  | кзёндз Йорис                                                       |
| Евгения Опалова      | фрау Пферке                                                        |
| Владимир Шишкин      | Станислав Орлик                                                    |
| Пётр Скороход        | Стефан Ракуша                                                      |
| Михаил Высоцкий      | Боровский                                                          |
| Алексей Таршин       | Райс, гестаповец                                                   |
| Сергей Петров        | Гетцке, гестаповец                                                 |

## Съёмочная группа
Над фильмом работали:
- Сценарист: Игорь Луковский
- Режиссёры-постановщики: Сигизмунд Навроцкий, Борис Дмоховский
- Оператор: Фёдор Фирсов
- Художники: Яков Ривош, Михаил Солоха, Евгений Ганкин
- Композитор: Оскар Сандлер
- Звукооператор: Г. Григорьев
- Директор картины: Леонид Корецкий

## Отзывы
Фильм был хорошо принят зрителями. По результатам проката 1946 года он вошёл в число самых популярных фильмов, его посмотрело 18 210 тысяч жителей. С 1946 по 1948 годы фильм демонстрировался за рубежом: в Швеции, США и Финляндии.
Критики отмечали насыщенный событиями сюжет, страдающий, однако, от отсутствия подробностей. Впечатляющие и правдоподобные подвиги Колосовского не имели объяснения в части их подготовки, в угоду динамичному действию была принесена углублённая проработка характеров персонажей и сцен. Фильм завоёвывал зрителя только благодаря остросюжетности и множеству показанных событий.